# Club Me
Club Me é um EP da banda estadunidense The Offspring, lançado dia 1º de janeiro de 1997.

## Faixas[2]
1. "I Got a Right" (cover de Iggy Pop) – 2:20
2. "D.U.I." (escrita por Dexter Holland e Noodles) – 2:26
3. "Smash It Up" (cover de The Damned) – 3:35